# Mr. Belvedere
Mr. Belvedere est une série télévisée américaine de sitcom en cent dix-sept épisodes de 24 minutes, diffusés entre le 15 mars 1985 et le 8 juillet 1990 sur ABC.

## Fiche technique
Sauf indication contraire, les informations mentionnées dans cette section peuvent être confirmées par la base de données cinématographiques IMDb,  présente dans la section « Liens externes ».
- Titre original : Mr. Belvedere
- Réalisation : Don Corvan, Noam Pitlik, Tony Sheehan, Michael Zinberg, Alan Bergmann, Gerren Keith, Tony Singletary, Howard Storm et Rob Stone
- Scénario : Frank Dungan, Jeff Stein, Fredric Weiss, Tony Sheehan, Jeffrey Ferro, Liz Sage, Doug Steckler, Jay Abarmowitz, Jack Carrerow, Lissa Levin, Lisa A. Bannick, Gene Braunstein, Dennis Snee, Neil Thompson, Brad Goldberg, Adrienne Armstrong et Mitzi McCall, d'après l'œuvre de Gwen Davenport
- Photographie : Donald A. Morgan et George Spiro Dibie
- Musique : Judy Hart-Angelo, Gary Portnoy, Leon Redbone, Lionel Newman et Ben Lanzarone
- Casting : Cody Ewell
- Montage : Don Wilson, Jesse Hoke et Michael Weitzman
- Décors :
- Costumes : Bill Belew
- Production : Patricia Rickey et Jeffrey Ferro
  - Producteur délégué : Frank Dungan, Jeff Stein et Tony Sheehan
  - Producteur associé : Geralyn Maddern
  - Producteur superviseur : Liz Sage
  - Coproducteur : Lissa Levin
- Sociétés de production : Lazy B/F.O.B. Productions et 20th Century Fox Television
- Société de distribution : 20th Television
- Chaîne d'origine : ABC
- Pays d'origine :  États-Unis
- Langue originale : anglais
- Genre : Sitcom
- Durée : 24 minutes

## Distribution

### Acteurs principaux
- Christopher Hewett : M. Lynn Belvedere
- Ilene Graff : Marsha Cameron Owens
- Rob Stone : Kevin Owens
- Tracy Wells : Heather Owens
- Brice Beckham : Wesley T. Owens
- Bob Uecker : George Owens

### Acteurs récurrents
- Casey Ellison : Miles Knobnoster
- Michele Matheson : Angela Shostakovich
- Raleigh Bond : Burt Hammond
- Jack Dodson (en) : Carl Butlam
- Winifred Freedman : Wendy
- Robert Goulet : lui-même
- Norman Bartold : Skip Hollings
- Willie Garson : Carl
- Patti Yasutake : Tami
- Laura Mooney : Marjorie
- Miriam Byrd Nethery : Edna Wilks
- Rosemary Forsyth : Louise Marie Gilbert
- Raye Birk : Earl
- Ben Piazza : Juge L. Nathan
- Marianne Muellerleile : Mme Dodd
- Larry Gelman : Alan
- Ellen Albertini Dow : la vieille dame
- Stanley Kamel : Lawrence Miller
- Ron Fassler : Bailiff
- Richard Doyle : un homme
- Henry Jones : M. Sparks

### Acteurs invités
- Francine York : la serveuse
- Lucy Lee Flippin : Doris Putnam
- Seth Green : Louis
- Melanie Chartoff : Détective Wentworth
- Anne Haney : Molly
- Michael McManus : Jack Terrell
- Danny Nucci
- Donna Pescow : Candy
- Mary Woronov : Cheryl
- Jason Bateman : Sean
- Sarah Buxton : Bonnie
- Danny Cooksey : Tommy Sullivan
- Fergie : Beth
- Arthur Malet
- Edie McClurg : Penny Nichols
- James Cromwell : Roy Gallagher
- Lois Nettleton : Barbara Collins
- David Rappaport : Galen Belvedere
- Bibi Osterwald : Florence Talbot
- Zelda Rubinstein : Murphy
- H.B. Haggerty : Max Maxwell
- Lisa Wilcox : Ellen Connors
- Diana Bellamy : Miss Pritchard
- Nancy Cartwright : Gwen
- Mary Jo Catlett : Betsy Baxter
- Twink Caplan : la maquilleuse
- Edith Fellows
- Ellen Crawford : Claire
- Doris Roberts : Juge Westphall
- Joyce Brothers : elle-même
- Bubba Smith : lui-même
- Tony Danza : lui-même
- Richard McGonagle : le présentateur
- Lauri Hendler : Bobbi Bilinski
- Pat Corley : M. Franklin
- Beth Grant : Mme Meyers
- Kathryn Leigh Scott
- Nedra Volz : une vieille dame
- Vernee Watson-Johnson
- Alan Oppenheimer : le pilote
- Alison MacMillan : Charley

## Épisodes

### Saison 1
1. Stranger in the Night
2. The Outcasts
3. Gotta Dance
4. Gorgeous George
5. What I Did for Love
6. The Lost Weekend
7. Sweet Charity

### Saison 2
1. The Lion Sleeps Tonight
2. Tornado
3. The Cheerleader
4. Requiem
5. Delivery
6. The Contract
7. Vows
8. Strike
9. The Letter
10. Pinball
11. The Prize
12. Speechless
13. The Teacher
14. The Dropout
15. Rivals
16. Wesley's Friend
17. The Will
18. Valentine's Day
19. Heather's Tutor
20. Amish
21. Dinner for Two
22. The Play

### Saison 3
1. The Thief
2. Grandma
3. Debut
4. Kevin's Date
5. Halloween
6. Deportation: Part 1
7. Deportation: Part 2
8. Reunion
9. The Spelling Bee
10. Pills
11. College Bound
12. Inky
13. Jobless
14. The Ticket
15. The Crush
16. The Competition
17. The Cadet
18. Kevin's Older Woman
19. Baby
20. Separation
21. The Mogul
22. The Auction

### Saison 4
1. Initiation
2. TV George
3. Triangle
4. Marsha's Job
5. Moonlighting
6. The Wedding
7. Fall Guy
8. Christmas Story
9. G.I. George
10. Kevin's Model
11. Commentary
12. The Diary
13. The Trip: Part 1
14. The Trip: Part 2
15. Foxtrot
16. Heather's Monk
17. Kevin Nightingale
18. The Apartment
19. Graduation
20. The Counselor

### Saison 5
1. Fat Cats
2. Hooky
3. Braces
4. Pigskin
5. Marsha's Secret
6. Duel
7. Roommates
8. The Curse
9. Black Widow
10. Homeless
11. New Year's
12. Spot
13. Anchors Away
14. Stakeout
15. The Election
16. Mutiny
17. The Debate
18. Really Full House
19. The Book
20. The Escort
21. The Ghostwriter
22. Almost Heaven
23. The Dinner
24. The Attic

### Saison 6
1. The Field
2. Brain Busters
3. Truckin'
4. Big
5. Fear of Flying
6. Paper Mill
7. Homecoming
8. Fixed
9. Used Cars
10. Counterfeit
11. A Happy Guy's Christmas
12. The Professor
13. Love Fest
14. Donuts
15. Runaways
16. The Pageant
17. The Baby
18. Bad Marsha
19. Home
20. Mumsy
21. Mr. Belvedere's Wedding: Part 1
22. Mr. Belvedere's Wedding: Part 2